# Amelia Edwards

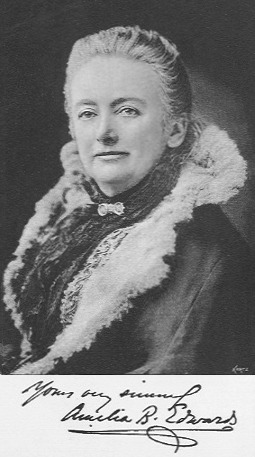
Amelia Edwards negli USA, 1890

Amelia Ann Blanford Edwards (Londra, 7 giugno 1831 – Weston-super-Mare, 15 aprile 1892) è stata una scrittrice, giornalista ed egittologa inglese.

## Biografia

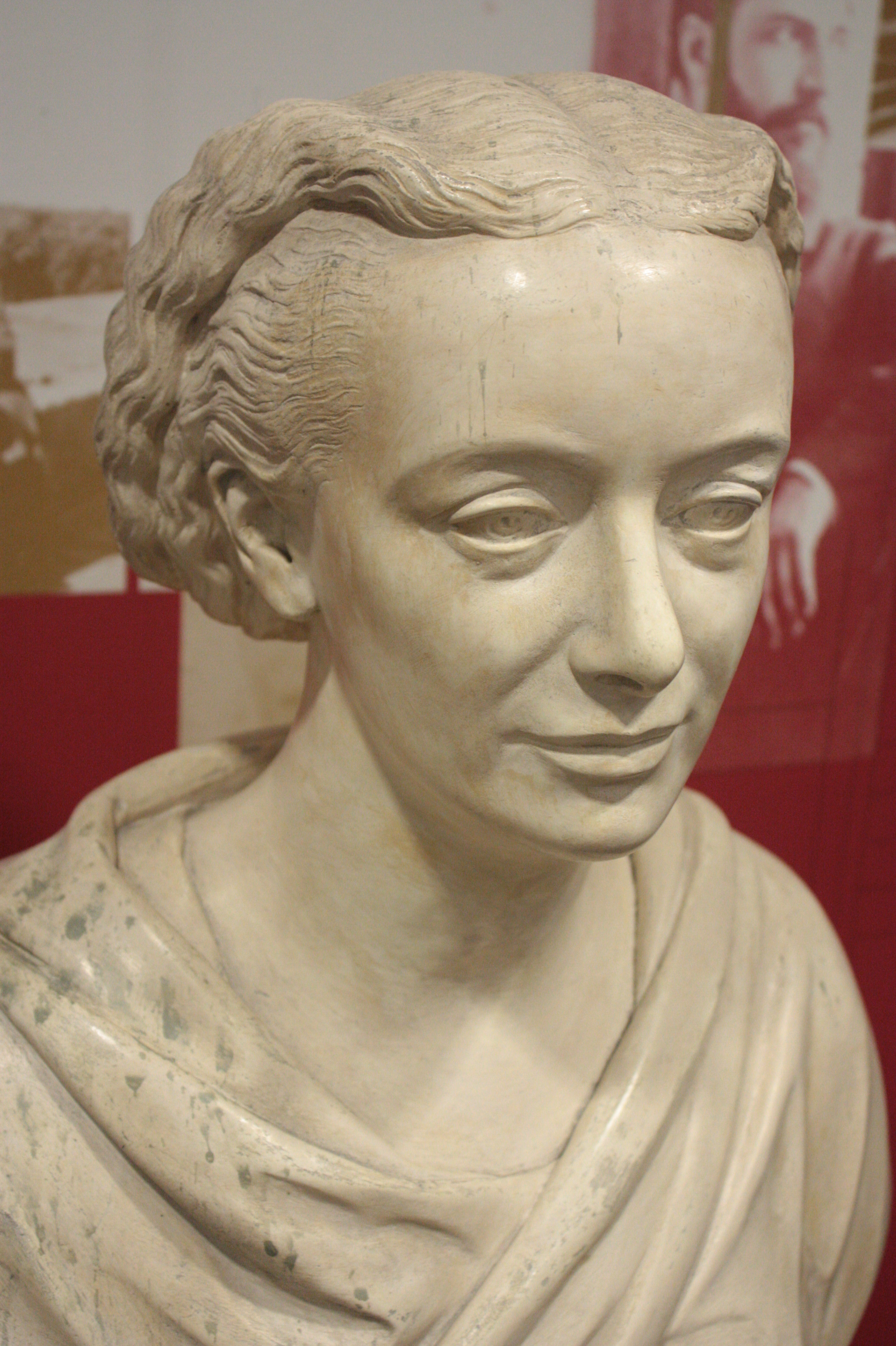
Busto di Amelia Edwards (Petrie Museum, University College, Londra)

Figlia di un ufficiale britannico divenuto in seguito banchiere, Amelia Edwards venne educata in casa dalla madre, di origine irlandese, mostrando fin da bambina una promettente capacità letteraria.
Scrisse il suo primo poema all'età di 7 anni e il suo primo racconto a 12. In seguito pubblicò articoli, poesie e racconti su di un gran numero di giornali tra i quali Chamber's Journal, Household Words e All the Year Round, oltre ad articoli sui quotidiani londinesi Saturday Review e Morning Post.
Nel 1855 pubblicò il primo romanzo My Brother's Wife, a cui ne seguirono molti altri, ben accolti dal pubblico.
Ma fu nel 1864 che il romanzo Barbara's History, un racconto incentrato sul tema della bigamia, che consolidò definitivamente la sua fama di scrittrice.
In seguito intraprese un viaggio sulle Alpi che la portò a visitare le valli dolomitiche, raccontato nel libro Untrodden peaks and unfrequented valleys (Cime inviolate e valli sconosciute) del 1872.
Nell'inverno del 1873, accompagnata da alcuni amici, partì per l'Egitto, restando affascinata dalla cultura sia antica che moderna del Paese. Partendo dal Cairo con un battello, viaggiò lungo il Nilo verso sud, visitando File e raggiungendo Abu Simbel, dove il gruppo sostò per sei settimane. Durante questa sosta, il pittore inglese Andrew McCallum, che faceva parte della comitiva, scoprì un santuario precedentemente sconosciuto al quale diede il proprio nome.
Tornata in patria, Amelia Edwards scrisse un resoconto del viaggio egiziano, pubblicato nel 1876 con il titolo A Thousand Miles up the Nile, tradotto poi in italiano come Mille miglia sul Nilo. Il libro, illustrato con suoi disegni, ebbe un immediato successo di vendite.
Nel 1880 uscì il suo ultimo romanzo Lord Brackenbury, che si rivelò un nuovo successo e raggiunse le 15 edizioni.
Resasi conto dei rischi crescenti che i monumenti antichi correvano per colpa dello sviluppo turistico moderno, divenne presto una fautrice della conservazione dei beni egiziani e nel 1882 fu tra i fondatori dell'Egypt Exploration Fund (diventato poi Egypt Exploration Society) insieme a Reginald Stuart Poole, curatore del Dipartimento di monete e medaglie del British Museum. Per sostenere il lavoro di tale fondo, la Edwards abbandonò pressoché tutte le sue altre attività letterarie per concentrarsi sull'egittologia, contribuendo in tale campo alla nona edizione dell'Enciclopedia Britannica, al suo supplemento americano ed allo Standard Dictionary.
Tra il 1889 e il 1890 inoltre intraprese un viaggio negli Stati Uniti, con un ciclo di letture i cui contenuti vennero in seguito raccolti in un libro intitolato Pharaohs, Fellahs, and Explorers.
Rimase vittima della pandemia di influenza russa nel 1892.